# Културна права
Културна права представљају визију културе засновану на концептима тврдњи, различитости и идентитета. За своје промоторе који теже да овај појам препознају као "основно право", они имају за циљ да свима загарантују слободу да живе свој културни идентитет, схваћен као "скуп културних референци помоћу којих особа, сама или у заједници, дефинише, конституише, комуницира и намерава да их достојанствено призна.

## Порекло културних права
Концепт културних права дефинисан је 2007. године који је легитиман у ставу људских права. Тако је 1948. године у Универзалној декларацији о људским правима члан 22. прецизира да свака особа "има право на задовољење економских, социјалних и културних права суштинских за своје достојанство и слободан развој своје личности". 1982. године, на светској конференцији о културним политикама у Мексико ситију  установљено је да се „култура у најширем смислу сматра скупом разликовних, духовних и материјалних, интелектуалних и емоционалних особина које карактеришу друштво или друштвена група “. То укључује, поред уметности и писма, животне стилове, основна људска права, вредносне системе, традиције и веровања. 2001. године Универзална декларација о културној разноликости Унеско-а била је прилика да државе поново потврде своје уверење да је заштита културне разноликости најбоља гаранција мира како би се избегли сукоби између култура и цивилизација. 2005. године Конвенција о заштити и унапређењу различитости културног изражавања потврдила је принципе утврђене у претходним декларацијама. Фрибуршка декларација је заснованана тим основама.
Културна права се налазе у "Фрибуршкој декларацији" установљеној 2007. године . Текст је написан од стране независног колектива  који је координирао Патрице Мејер (координатор Интердисциплинарног института за етику и Људска права). Овом декларацијом се предлаже дефиниција културе која подстиче на  индивидуални идентитет позивајући се на принцип људског достојанства.
Чланци ове декларације дефинишу културна права на следећи начин:
- Културни идентитет и баштина
- Референце културних заједница
- Приступ и учешће у културном животу
- Културно образовање и обука
- Културна комуникација и информација

Ова изјава нема правну вредност. Постоје и други случајеви "културних права" у међународним инструментима, као што је Универзална декларација о културној различитости УНЕСКО-А.